# Comté de Rains
Le comté de Rains, en anglais : Rains County, est un comté situé au nord-est de l'État du Texas aux États-Unis. Fondé le 9 juin 1870, son siège de comté est la ville d'Emory. Selon le recensement des États-Unis de 2020, sa population est de 12 164 habitants. Le comté a une superficie de 670 km2, dont 594 km2 en surfaces terrestres. Il est baptisé en référence à Emory Rains, un juge et personnalité politique de la république du Texas.

## Organisation du comté

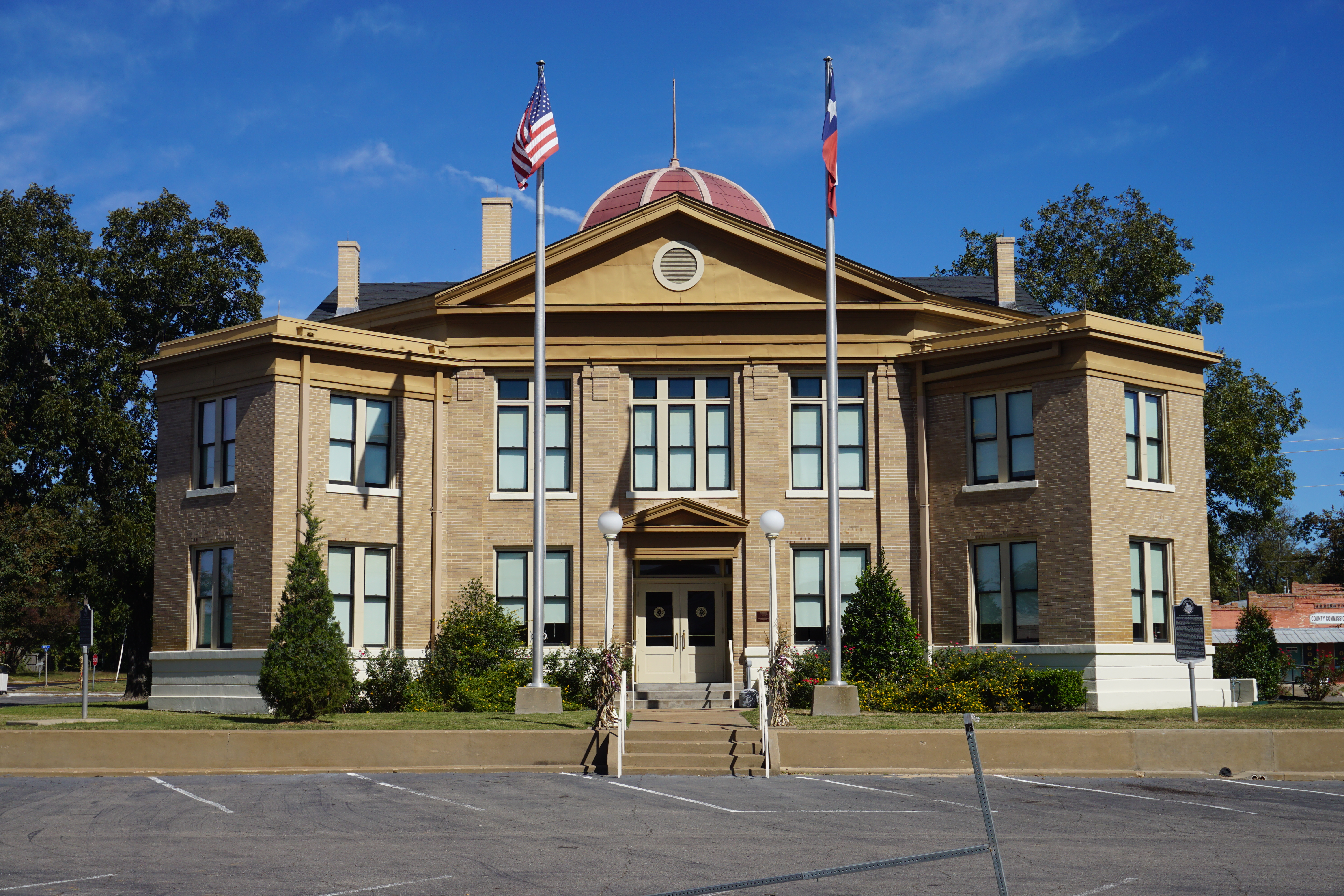
Le palais de justice, siège du comté de Rains à Emory.

Le comté est fondé le 9 juin 1870, à partir de terres des comtés de Hopkins, Hunt, Van Zandt et Wood. Il est définitivement organisé et autonome, le 1er décembre 1870. 
Le comté est baptisé en mémoire d'Emory Rains (en), avocat, juge et dirigeant politique de la république du Texas puis, par la suite, de l'État du Texas,,.

## Géographie

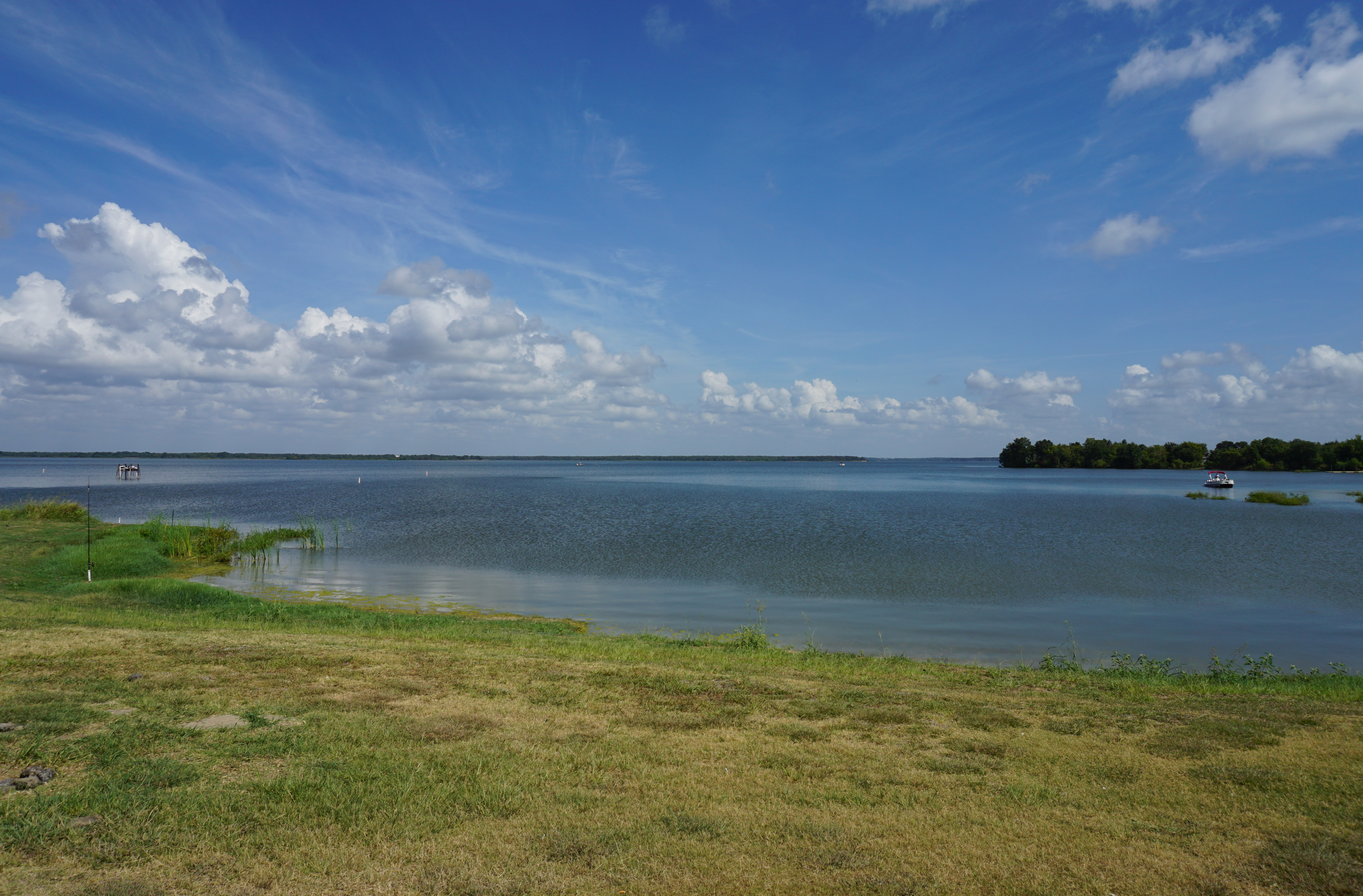
Le lac Tawakoni, en partie dans le comté. Le lac est à la source du fleuve Sabine.

Le comté de Rains se situe au nord-est de l'État du Texas, sur le cours supérieur du fleuve Sabine, aux États-Unis,.
Il est l'un des plus petits comtés de l'État et plus de 10 % de ses terres sont immergées depuis la création des lacs Tawakoni et Fork (en). Il a une superficie totale de 670,35 km2, composée de 594,27 km2 de terres et de 76,08 km2 de zones aquatiques.
L'altitude varie de 124 m à 150 m.

## Démographie

Pyramide des âges du comté de Rains (2000).

Lors du recensement de 2010, le comté comptait une population de 10 914 habitants. En 2017, la population est estimée à 11 762 habitants,.
| Groupes           | Comté de Rains | Texas | États-Unis |
| ----------------- | -------------- | ----- | ---------- |
| Blancs            | 91,2           | 70,4  | 72,4       |
| Autres            | 3,4            | 10,6  | 6,4        |
| Afro-Américains   | 2,4            | 11,9  | 12,6       |
| Métis             | 1,6            | 2,5   | 2,7        |
| Amérindiens       | 1,0            | 0,7   | 0,9        |
| Asiatiques        | 0,5            | 3,8   | 4,8        |
| Total             | 100            | 100   | 100        |
|                   |                |       |            |
| Latino-Américains | 7,7            | 37,6  | 16,7       |

Selon l'American Community Survey (en), pour la période 2011-2015, 93,56 % de la population âgée de plus de 5 ans déclare parler anglais à la maison, alors que 5,81 % déclare parler l’espagnol et 0,63 % une autre langue.

### Source de la traduction
- (en) Cet article est partiellement ou en totalité issu de l’article de Wikipédia en anglais intitulé « Rains County, Texas » (voir la liste des auteurs).